# ماريا سونيا كريستوف
ماريا سونيا كريستوف (من مواليد عام 1965) هي كاتبة أرجنتينية، وُلدت في مدينة تريليو لكنها انتقلت منذ أوائل الثمانينات من القرن الماضي للاستقرار والعيشِ في بوينس آيرس. اشتهرت ماريا كريستوف بفضلِ روايتها هدوءٌ مخادعٌ (بالإسبانية: Falsa Calma)‏ التي صدرت عام 2005 والتي تُرجمت لعددٍ من اللغات بما في ذلك الإنجليزية من قِبل كاثرين سيلفر عام 2018.

## المسيرة المهنيّة
تُركّز ماريا سونيا كريستوف في كتابتها على المزجِ بين الخيال والواقع؛ كما تتطرَّقُ لبعضِ المُمارسات الثقافية مثل المشي والسفر والعلاقة بين البشر والحيوانات والعُزلة والحياة في المدينة المعاصرة. كانت ماريا كريستوف على موعدٍ مع الشهرة عام 2005 حينما نشرت روايتها هدوء مخادع (بالإسبانية: Falsa Calma)‏، وهي الرواية التي تحدث فيها عن رحلةٍ عبر مدن الأشباح في باتاغونيا؛ وكانت كريستوف قد نشرت في عام 2006 رواية غير الأسوياء (بالإسبانية: Desubicados)‏ وهي الرواية التي تدورُ أحداثها في يومٍ واحدٍ في حديقة حيوانات بوينس آيرس.
تُحاول ماريا سونيا كريستوف وضع خطٍ فاصلٍ في كتاباتها بين الخيال والواقع؛ مع أنها تمزجُ بين الاثنين في كثيرٍ من الأحيان فضلًا عن ارتباط بعض روايتها بما في ذلك باتاغونيا (بالإسبانية: Patagonia)‏ وفكرةٌ مزمنةٌ (بالإسبانية: Idea crónica)‏ والمرور إلى الشرق (بالإسبانية: Pasaje a Oriente)‏ بنفسِ الموضوعات التي تتناولها أو التي كانت قد تناولتها من قبل. تقومُ ماريا سونيا كريستوف بتدريسِ الكتابة الإبداعية في مركز ريكاردو روخاس (جامعة بوينس آيرس) كما شاركت ككاتبة في أحدِ المؤتمرات في مدينة لايبزيغ بألمانيا فضلًا عن مشاركتها في برنامج الكتابة الدولي بجامعة آيوا. تنشطُ ماريا كريستوف في كتابة المقالات القصيرة والطويلة؛ حيثُ تَنشرُ مقالاتها الأدبية وانتقاداتها في الصحف والمجلات المختلفة من بلدها وفي الخارج بل تمَّ جمعُ عددٍ من مقالاتها في مجلدات مختلفة. الجدير بالذكر هنا أنَّ جميع أعمال الكاتبة الأرجنتينية ماريا سونيا كريستوف قد تُرجمت إلى اللغة الألمانية ونشرتها شركة بيرينبرغ فيرلاغ (بالإنجليزية: Berenberg Verlag)‏.

## قائمة أعمالها
| سنةُ الإصدار | العنوان          | العنوان الأصلي    | دار النشر                       |
| ----------- | ---------------- | ----------------- | ------------------------------- |
| 2000        | لهجةٌ أجنبيةٌ      | Acento extranjero | دار سود أميريكانا؛ بوينس آيرس   |
| 2005        | باتاغونيا        | Patagonia         | دار سينتارو؛ بوينس آيرس         |
| 2005        | هدوءٌ مخادعٌ       | Falsa calma       | دار سياكس باريل؛ بونيس آيرس     |
| 2006        | فكرةٌ مُزمِنةٌ       | Idea crónica      | دار بياتريز فيتيربو؛ بوينس آيرس |
| 2006        | غيرُ الأسويّاء     | Desubicados       | دار سود أميريكانا؛ بوينس آيرس   |
| 2009        | المرورُ إلى الشرقِ | Pasaje a Oriente  | الدار الثقافية؛ بونيس آيرس      |
| 2010        | تحتَ النفوذ       | Bajo influencia   | دار إدهاسا؛ بوينس آيرس          |
| 2014        | شمول خارجيّ       | Inclúyanme afuera | دار ماردولسي؛ بوينس آيرس        |
| 2017        | شرُّ الخمر         | Mal de época      | دار ماردولسي؛ بوينس آيرس        |